# Zerline Drucker
Zerline Drucker, verheiratete Zerline Lunde (8. Juni 1858 in Hamburg – 19. Juni 1937 ebenda) war eine deutsche Theaterschauspielerin und Opernsängerin (Sopran).

## Leben
Drucker, die Tochter eines Hamburger Kaufmanns und jüngere Schwester von Ernst Drucker, wurde mit 15 Jahren für den Chor und kleinere Rollen am Friedrich Wilhelmstädtischen Theater in Berlin engagiert. Allein ihr Talent brach sich bald Bahn und nach kurzer Zeit wurden ihr Rollen wie „Herzogin von Gerolstein“, „Laura“ im Bettelstudent, „Rosalinde“ in der Fledermaus, „Fantaska“ in Indigo etc. zugeteilt, die sie mit großem Erfolg zur Darstellung brachte. Als „Saffy“ im Zigeunerbaron verabschiedete sie sich von Berlin und nahm Engagement am Wiedener Theater. Hier debütierte sie als „Marie“ in Karneval in Rom und eroberte sich als „Königin“ im Spitzentuch, „Nanon“ etc. bald die Gunst des Theaterpublikums. Auch in Budapest sowie auf ihren Gastspielreisen, die sie durch Italien und Rumänien unternahm (1888–1890) wurde sie als „Boccaccio“, „Donna Juanita“, „Schöne Helena“, „Seekadett“ etc. mit Beifall überschüttet.
Ihre Stimmbegabung, der Wohlklang ihres Organs sowie ihre besondere musikalische Intelligenz und die geschmackvolle Vortrags- und Darstellungsart veranlassten die Künstlerin, sich bei Rosa de Ruda, Therese Seehofer und Wilhelm Heinefetter für den Übergang zur Oper vorzubereiten, der ihr auch durch ihre besondere Energie über alles Erwarten gelang. Nach dreijährigem Studium sang sie als erste große Opernrolle die „Selika“ in der Afrikanerin. Die stimmlichen Mittel verhalfen ihr auch hier zum Erfolg, und mit siegreicher Frische und Kraft bewältigte sie die große Aufgabe. Überall trat das Edelmetall ihrer Stimme ungetrübt zu Tage.
Ihr erstes Engagement als Opernsängerin fand sie in Danzig, wo sie als „Micaela“ debütierte. 1899 bis 1900 wirkte die Künstlerin auch in Riga, hat ihre Tätigkeit als Operettensängerin nie ganz aufgegeben und stets den Ruf, den sie seiner Zeit in Deutschland und Österreich auf dem Gebiet der leichtgeschürzten Muße erworben hatte, von neuem bestätigt. Ob in der Oper oder in der Operette, immer lobte man die Aussprache, die bei der Fülle des Tones von überraschender Deutlichkeit war, ihr starkes Ausdrucksvermögen und ihr frisches, sympathisches Spiel.
Die Künstlerin war seit 1893 mit dem Opernsänger Sigurd Lunde verheiratet.